# Condylostylus laetus
Condylostylus laetus är en tvåvingeart som beskrevs av Becker 1922. Condylostylus laetus ingår i släktet Condylostylus och familjen styltflugor. Inga underarter finns listade i Catalogue of Life.